# Andrew Lambrou
Andrew Lambrou (græsk : Άντριου Λάμπρου, født 25. maj 1998) er en australsk sanger af græsk-cypriotisk afstamning. Han skal efter planen repræsentere Cypern i Eurovision Song Contest 2023.